# Episodi di Guardia costiera (quarta stagione)
La quarta stagione della serie televisiva Guardia costiera è stata trasmessa in anteprima in Germania dalla ZDF tra l'11 aprile 2001 e il 27 giugno 2001.
| nº | Titolo originale           | Titolo italiano | Prima TV Germania | Prima TV Italia |
| -- | -------------------------- | --------------- | ----------------- | --------------- |
| 1  | Zwischen den Fronten       |                 | 11 aprile 2001    |                 |
| 2  | Yachten im Bermuda-Dreieck |                 | 18 aprile 2001    |                 |
| 3  | In den Tiefen des Meeres   |                 | 25 aprile 2001    |                 |
| 4  | Abrechnung auf See         |                 | 2 maggio 2001     |                 |
| 5  | Jetski-Rowdies             |                 | 9 maggio 2001     |                 |
| 6  | Regatta auf Leben und Tod  |                 | 16 maggio 2001    |                 |
| 7  | Raubtaucher                |                 | 23 maggio 2001    |                 |
| 8  | Tödlicher Schmuggel        |                 | 30 maggio 2001    |                 |
| 9  | Schleuserjagd              |                 | 6 giugno 2001     |                 |
| 10 | Mörderische Konkurrenz     |                 | 13 giugno 2001    |                 |
| 11 | Kampf der Fischer          |                 | 20 giugno 2001    |                 |
| 12 | Böser Schatten             |                 | 27 giugno 2001    |                 |